# Monomeria
Monomeria là một chi phong lan, có 8 loài.

## Các loài
- Monomeria barbata
- Monomeria dichroma
- Monomeria digitata
- Monomeria gymnopus
- Monomeria longipes
- Monomeria punctata
- Monomeria rimannii